# Sar Dāḩī
Sar Dāḩī (persiska: سر داحی, Sar Dāhī) är en ort i Iran.   Den ligger i provinsen Khuzestan, i den centrala delen av landet, 500 km söder om huvudstaden Teheran. Sar Dāḩī ligger 25 meter över havet och antalet invånare är 216.
Terrängen runt Sar Dāḩī är platt. Runt Sar Dāḩī är det ganska tätbefolkat, med 144 invånare per kvadratkilometer. Närmaste större samhälle är Veys, 15,7 km väster om Sar Dāḩī. Trakten runt Sar Dāḩī är ofruktbar med lite eller ingen växtlighet.